# Blue Lightning
Blue Lightning è un album di Yngwie Malmsteen, pubblicato per Mascot Records nella primavera del 2019 in quattro edizioni: due in CD (standard ed limitata) e due in vinile.
Contiene cover pesantemente rimaneggiate di brani più o meno famosi che hanno caratterizzato l'infanzia e giovinezza di Malmsteen, alcuni ovvi (Hendrix in Foxey Lady, Purple Haze, Little Miss Lover e Deep Purple in Smoke on the Water), alcuni inaspettati (Beatles in While My Guitar Gently Weeps, ZZ Top in Blue Jean Blues o Eric Clapton in Forever Man che lo stesso Yngwie ha detto di avere avuto timori nel riuscire a eseguire).
Sono presenti inoltre quattro brani originali (Blue Lightning, Sun's Up Top's Down, 1911 Strut, Peace, Please).
L'album è nuovamente (come i due precedenti) suonato quasi interamente e cantato da Malmsteen.